# Krzysztof Bizio
Krzysztof Bizio (ur. 29 maja 1970 w Sosnowcu) – dramatopisarz, doktor habilitowany nauk technicznych, architekt. Absolwent VII Liceum Ogólnokształcącego w Szczecinie oraz Politechniki Szczecińskiej, zamieszkały i związany ze Szczecinem.

## Dramaturgia, twórczość literacka i filmowa
Debiutował w 2000 r. publikując swój pierwszy dramat „Porozmawiajmy o życiu i śmierci” (Dialog 12/2000), który miał sceniczną prapremierę w 2001 r. w Teatrze Współczesnym w Szczecinie.
Beata Popczyk-Szczęsna w następujący sposób scharakteryzowała twórczość Krzysztofa Bizio: „Sztuki Krzysztofa Bizio podzielić można na dwa warianty wypowiedzi dramatycznej – obie w jakieś mierze podobne w sposobie podpatrywania kameralnych relacji międzyludzkich, a jednak zdecydowanie różniące się kompozycją i pomysłem zobrazowania konfliktu. Pierwszy to sceny z życia codziennego małej grupy osób spokrewnionych bądź od siebie uzależnionych (na przykład Porozmawiajmy o życiu i śmierci, Śmieci, Komety), drugi to utwory zdecydowanie bardziej ascetyczne w formie, sztuki złożone z kilku epizodów, pokazujących bohaterów w pełnym napięcia starciu (Toksyny, Front).” Jego dramaty poza Polską wystawiane były m.in. w moskiewskim Teatrze Praktika, belgradzkim Teatrze Bitef, estońskim Endla Teater. Jest także autorem scenariuszy dla teatru Telewizji, Teatru Polskiego Radia i scenarzystą filmowym. Posiada w swoim dorobku zbiory opowiadań.

### Dramaty sceniczne
Według noty biograficznej w „Dialogu”:
- Porozmawiajmy o życiu i śmierci (2000)
- Toksyny (2001)
- Lament (2002)
- Śmieci (2004)
- Gabloty (2005)
- Celebracje (2006)
- Sedinum, prochy i rock’ and roll (2012)
- W Starym Yorku (2017)
- Front (2017)

### Teatr telewizji
Za serwisem Film Polski:
- Porozmawiajmy o życiu o śmierci – (2002), reż. Krystyna Janda
- Toksyny – (2003), reż. Anna Augustynowicz
- Fotoplastikon – (2005), reż. Piotr Łazarkiewicz
- Lament – (2005), reż. Paweł Szkotak
- Komety – (2015), reż. Leszek Dawid

### Film
Za serwisem Film Polski:
- Katyń – współpraca scenariuszowa (2007), reż. Andrzej Wajda
- 0_1_0 – współautor scenariusza (2008), reż. Piotr Łazarkiewicz
- Wszystkie małe kłamstwa Anny – scenariusz, reżyseria (2009)

### Proza
- Zresztą latem wszystkie kwiaty są takie piękne, Świat Literacki, Izabelin 2004 (ISBN 83-88612-75-1)
- Sierpień, Świat Literacki, Izabelin 2006 (ISBN 83-60318-20-4)
- Maniakalni uliczni kaznodzieje, Czuły Barbarzyńca Press, Warszawa 2011 (ISBN 978-83-60318-88-1)

## Praca naukowa i dydaktyczna w charakterze architekta
W 1994 ukończył studia na Wydziale Budownictwa i Architektury Politechniki Szczecińskiej.
W 2003 r. obronił na Wydziale Architektury Politechniki Krakowskiej pracę doktorską pt. „Rewaloryzacja wielorodzinnej czynszowej zabudowy mieszkaniowej z drugiej połowy XIX wieku (w oparciu o wybrane przykłady)”. W 2018 r. na podstawie dorobku, oraz monografii „Od kamienicy czynszowej do spółdzielczego osiedla mieszkaniowego. Ewolucja idei w szczecińskiej wielorodzinnej architekturze mieszkaniowej od połowy XIX w. do II wojny światowej” uzyskał stopień doktora habilitowanego (specjalność: teoria i projektowanie urbanistyczno-architektoniczne) nadany także przez Wydział Architektury Politechniki Krakowskiej.
W pracy naukowej zajmuje się dwoma podstawowymi obszarami badawczymi: teorią architektury współczesnej i aktywizacją miast. Pracownik Wydziału Budownictwa i Architektury Zachodniopomorskiego Uniwersytetu Technologicznego w Szczecinie, od 2018 r. kierownik Katedry Architektury Współczesnej Teorii i Metodologii Projektowania.
Twórczość architektoniczna
Od 1997 r. po uzyskaniu uprawnień projektowych prowadzi autorską pracownię projektową. Współautor około 120 opracowań projektowych o różnej skali, z których około 60 zostało zrealizowanych. Najliczniejszą część dorobku projektowego stanowią projekty rewitalizacji przestrzeni miejskich i budynków z przełomu XIX i XX w. W swoim dorobku posiada także projekty z obszaru architektury mieszkaniowej (m.in. projekt wielorodzinnego budynku przy ul. Lutnianej 38 w Szczecinie), oraz usług publicznych (m.in. projekt Teatru Małego w Szczecinie). Od 2011 r. posiada uprawnienia rzeczoznawcy budowlanego.